# Coppa dell'AFC 2020
La Coppa dell'AFC 2020 è stata la 17ª edizione della seconda competizione calcistica per club dell'Asia. Il torneo è iniziato il 21 gennaio e si sarebbe dovuta concludere il 7 novembre 2020 con la finale. L'Al Ahed è la squadra detentrice del trofeo. 
La competizione è stata sospesa nell'aprile 2020 a causa della pandemia di COVID-19, con l'intenzione di riprenderla alla fine di giugno. Il 9 luglio è stato annunciato che la ripresa sarebbe avvenuta in settembre, ma la competizione è stata poi definitivamente annullata.

## Regolamento
| Valutazione per la Coppa dell'AFC 2020 | Valutazione per la Coppa dell'AFC 2020 |
| -------------------------------------- | -------------------------------------- |
|                                        | Rispetta i criteri                     |
|                                        | Non rispetta i criteri                 |

| Posizione | Posizione | Associazione | Punti  | Slot          | Slot     | Slot            | Slot            |
| Posizione | Posizione | Associazione | Punti  | Fase a Girone | Play-off | Play-off        | Play-off        |
| Regione   | AFC       | Associazione | Punti  | Fase a Girone | Play-off | Turno Prelim. 2 | Turno Prelim. 1 |
| --------- | --------- | ------------ | ------ | ------------- | -------- | --------------- | --------------- |
| 1         | 16        | Siria        | 28.983 | 2             | 0        | 0               | 0               |
| 2         | 18        | Giordania    | 25.649 | 2             | 0        | 0               | 0               |
| 3         | 19        | Kuwait       | 24.798 | 2             | 0        | 0               | 0               |
| 4         | 20        | Bahrain      | 24.337 | 2             | 0        | 0               | 0               |
| 5         | 22        | Libano       | 21.367 | 2             | 0        | 0               | 0               |
| 6         | 27        | Oman         | 13.921 | 1             | 1        | 0               | 0               |
| 7         | 29        | Palestina    | 10.552 | 0             | 1        | 0               | 0               |
| 8         | 34        | Yemen        | 3.358  | 0             | 0        | 0               | 0               |
| Totale    | Totale    | Totale       | Totale | 11            | 2        | 0               | 0               |
| Totale    | Totale    | Totale       | Totale | 11            | 2        |                 |                 |
| Totale    | Totale    | Totale       | Totale | 13            |          |                 |                 |

| Posizione | Posizione | Associazione | Punti  | Slot          | Slot     | Slot            | Slot            |
| Posizione | Posizione | Associazione | Punti  | Fase a Girone | Play-off | Play-off        | Play-off        |
| Regione   | AFC       | Associazione | Punti  | Fase a Girone | Play-off | Turno Prelim. 2 | Turno Prelim. 1 |
| --------- | --------- | ------------ | ------ | ------------- | -------- | --------------- | --------------- |
| 1         | 17        | Vietnam      | 27.426 | 2             | 0        | 0               | 0               |
| 2         | 21        | Filippine    | 21.405 | 2             | 0        | 0               | 0               |
| 3         | 23        | Singapore    | 17.084 | 2             | 0        | 0               | 0               |
| 4         | 24        | Indonesia    | 16.871 | 1             | 1        | 0               | 0               |
| 5         | 25        | Myanmar      | 14.753 | 1             | 1        | 0               | 0               |
| 6         | 32        | Laos         | 3.439  | 1             | 1        | 0               | 0               |
| 7         | 35        | Cambogia     | 3.312  | 0             | 1        | 0               | 0               |
| 8         | 41        | Brunei       | 0.564  | 0             | 1        | 0               | 0               |
| 9         | 43        | Timor Est    | 0.401  | 0             | 1        | 0               | 0               |
| Totale    | Totale    | Totale       | Totale | 9             | 6        | 0               | 0               |
| Totale    | Totale    | Totale       | Totale | 9             | 6        |                 |                 |
| Totale    | Totale    | Totale       | Totale | 15            |          |                 |                 |

| Posizione | Posizione | Associazione | Punti  | Slot          | Slot     | Slot            | Slot            |
| Posizione | Posizione | Associazione | Punti  | Fase a Girone | Play-off | Play-off        | Play-off        |
| Regione   | AFC       | Associazione | Punti  | Fase a Girone | Play-off | Turno Prelim. 2 | Turno Prelim. 1 |
| --------- | --------- | ------------ | ------ | ------------- | -------- | --------------- | --------------- |
| 1         | 12        | Tagikistan   | 30.725 | 1             | 1        | 0               | 0               |
| 2         | 26        | Turkmenistan | 14.163 | 1             | 0        | 1               | 0               |
| 3         | 31        | Kirghizistan | 5.680  | 1             | 0        | 1               | 0               |
| 4         | 37        | Afghanistan  | 2.454  | 0             | 0        | 0               | 0               |
| Total     | Total     | Total        | Total  | 3             | 1        | 2               | 0               |
| Total     | Total     | Total        | Total  | 3             | 3        |                 |                 |
| Total     | Total     | Total        | Total  | 6             |          |                 |                 |

| Posizione | Posizione | Associazione                  | Punti  | Slot          | Slot     | Slot            | Slot            |
| Posizione | Posizione | Associazione                  | Punti  | Fase a Girone | Play-off | Play-off        | Play-off        |
| Regione   | AFC       | Associazione                  | Punti  | Fase a Girone | Play-off | Turno Prelim. 2 | Turno Prelim. 1 |
| --------- | --------- | ----------------------------- | ------ | ------------- | -------- | --------------- | --------------- |
| 1         | 14        | Hong Kong                     | 29.300 | 1             | 1        | 0               | 0               |
| 2         | 30        | Corea del Nord                | 7.797  | 0             | 0        | 0               | 0               |
| 3         | 36        | Taipei Cinese                 | 2.769  | 1             | 0        | 1               | 0               |
| 4         | 40        | Macao                         | 0.815  | 1             | 0        | 0               | 0               |
| 5         | 42        | Guam                          | 0.539  | 0             | 0        | 0               | 0               |
| 6         | 45        | Mongolia                      | 0.213  | 0             | 0        | 1               | 0               |
| -         | -         | Isole Marianne Settentrionali | 0      | 0             | 0        | 0               | 0               |
| Total     | Total     | Total                         | Total  | 3             | 1        | 2               | 0               |
| Total     | Total     | Total                         | Total  | 3             | 3        |                 |                 |
| Total     | Total     | Total                         | Total  | 6             |          |                 |                 |

| Posizione | Posizione | Associazione | Punti  | Slot          | Slot     | Slot            | Slot            |
| Posizione | Posizione | Associazione | Punti  | Fase a Girone | Play-off | Play-off        | Play-off        |
| Regione   | AFC       | Associazione | Punti  | Fase a Girone | Play-off | Turno Prelim. 2 | Turno Prelim. 1 |
| --------- | --------- | ------------ | ------ | ------------- | -------- | --------------- | --------------- |
| 1         | 15        | India        | 29.291 | 1             | 0        | 1               | 0               |
| 2         | 28        | Maldive      | 11.970 | 1             | 0        | 1               | 0               |
| 3         | 33        | Bangladesh   | 3.365  | 1             | 0        | 1               | 0               |
| 4         | 38        | Nepal        | 1.228  | 0             | 0        | 0               | 0               |
| 5         | 39        | Bhutan       | 0.875  | 0             | 0        | 0               | 1               |
| 6         | 44        | Sri Lanka    | 0.325  | 0             | 0        | 0               | 1               |
| 7         | 46        | Pakistan     | 0.188  | 0             | 0        | 0               | 0               |
| Total     | Total     | Total        | Total  | 3             | 0        | 3               | 2               |
| Total     | Total     | Total        | Total  | 3             | 5        |                 |                 |
| Total     | Total     | Total        | Total  | 8             |          |                 |                 |

## Calendario
| Fase                         | Turno                | Data Sorteggio   | Andata                                                         | Ritorno                                                        |
| ---------------------------- | -------------------- | ---------------- | -------------------------------------------------------------- | -------------------------------------------------------------- |
| Fase preliminare             | Primo Turno          | Nessun sorteggio | 4-5 febbraio 2020 (C, S) TBC (E)                               | 11-12 febbraio 2020 (C, S) TBC (E)                             |
| Fase preliminare             | Play-Off             | Nessun sorteggio | 21-22 gennaio (W, A) - 18-19 febbraio 2020 (C, S) TBC (E)      | 28-29 gennaio (W, A) - 25-26 febbraio 2020 (C, S) TBC (E)      |
| Fase a Gironi                | Prima giornata       | 10 dicembre 2019 | 10-12 febbraio (W, A) - 10-11 marzo 2020 - TBC (C, S), TBC (E) | 10-12 febbraio (W, A) - 10-11 marzo 2020 - TBC (C, S), TBC (E) |
| Fase a Gironi                | Seconda Giornata     | 10 dicembre 2019 | 24-26 febbraio - TBC (W, A), TBC (C, S), TBC (E)               | 24-26 febbraio - TBC (W, A), TBC (C, S), TBC (E)               |
| Fase a Gironi                | Terza Giornata       | 10 dicembre 2019 | 9-11 marzo - TBC (W, A), TBC (C, S), TBC (E)                   | 9-11 marzo - TBC (W, A), TBC (C, S), TBC (E)                   |
| Fase a Gironi                | Quarta Giornata      | 10 dicembre 2019 | TBC (W, A), TBC (C, S), TBC (E)                                | TBC (W, A), TBC (C, S), TBC (E)                                |
| Fase a Gironi                | Quinta Giornata      | 10 dicembre 2019 | TBC (W, A), TBC (C, S), TBC (E)                                | TBC (W, A), TBC (C, S), TBC (E)                                |
| Fase a Gironi                | Sesta Giornata       | 10 dicembre 2019 | TBC (W, A), TBC (C, S), TBC (E)                                | TBC (W, A), TBC (C, S), TBC (E)                                |
| Fase ad Eliminazione Diretta | Semifinale zonale    | 10 dicembre 2019 | TBC (A), 24-25 agosto 2020 (W)                                 | TBC (A), 14-15 settembre 2020 (W)                              |
| Fase ad Eliminazione Diretta | Finale zonale        | TBA              | 4–5 agosto (A) - 29 settembre 2020 (W)                         | 11–12 agosto (A) - 20 ottobre 2020 (W)                         |
| Fase ad Eliminazione Diretta | Semifinali interzona | TBA              | 25-26 agosto 2020                                              | 15–16 settembre 2020                                           |
| Fase ad Eliminazione Diretta | Finale interzona     | TBA              | 30 settembre 2020                                              | 21 ottobre 2020                                                |
| Fase ad Eliminazione Diretta | Finale               | TBA              | 7 novembre 2020                                                | 7 novembre 2020                                                |

## Play-Off

### 1º turno preliminare
| Squadra 1        | Totale      | Squadra 2 | Andata | Ritorno |
| ---------------- | ----------- | --------- | ------ | ------- |
| Asia Meridionale |             |           |        |         |
| Defenders        | 5 - 5 (gfc) | Paro      | 3 - 3  | 2 - 2   |

### 2º turno preliminare
| Squadra 1             | Totale      | Squadra 2 | Andata | Ritorno |
| --------------------- | ----------- | --------- | ------ | ------- |
| Asia Centrale         |             |           |        |         |
| Neftchi               | w/o         | Ahal      | -      | -       |
| Asia Meridionale      |             |           |        |         |
| Paro                  | 1 - 10      | Bengaluru | 0 - 1  | 1 - 9   |
| Abahani Limited Dhaka | 2 - 2 (gfc) | Maziya    | 2 - 2  | 0 - 0   |
| Asia Orientale        |             |           |        |         |
| Ulaanbaatar City      | -           | Taipower  | -      | -       |

### Turno play-off
| Squadra 1        | Totale          | Squadra 2     | Andata | Ritorno     |
| ---------------- | --------------- | ------------- | ------ | ----------- |
| Asia Occidentale |                 |               |        |             |
| Hilal Al-Quds    | 2 - 0           | Sur           | 2 - 0  | 0 - 0       |
| Asia Centrale    |                 |               |        |             |
| Neftchi          | 1 - 3           | Khujand       | 1 - 0  | 0 - 3 (dts) |
| Asia Meridionale |                 |               |        |             |
| Maziya           | 4 - 4 (4-3 dtr) | Bengaluru     | 2 - 1  | 2 - 3 (dts) |
| Zona ASEAN       |                 |               |        |             |
| Lalenok United   | 2 - 7           | PSM Makassar  | 1 - 4  | 1 - 3       |
| Indera           | 2 - 9           | Yangon United | 1 - 6  | 1 - 3       |
| Svay Rieng       | 7 - 1           | Master 7      | 4 - 1  | 3 - 0       |
| Asia Orientale   |                 |               |        |             |
|                  | -               | Kitchee       | -      | -           |

## Fase a gironi

### Girone A
| Squadra       | P.ti | G | V | P | S | GF | GS | DG |
| ------------- | ---- | - | - | - | - | -- | -- | -- |
| Al-Jaish      | 4    | 2 | 1 | 1 | 0 | 1  | 0  | +1 |
| Manama        | 4    | 2 | 1 | 1 | 0 | 1  | 0  | +1 |
| Al-Ahed       | 3    | 2 | 1 | 0 | 1 | 2  | 2  | 0  |
| Hilal Al-Quds | 0    | 2 | 0 | 0 | 2 | 1  | 3  | -2 |

### Girone B
| Squadra    | P.ti | G | V | P | S | GF | GS | DG |
| ---------- | ---- | - | - | - | - | -- | -- | -- |
| Al Kuwait  | 4    | 2 | 1 | 1 | 0 | 1  | 0  | +1 |
| Al-Ansar   | 3    | 2 | 1 | 0 | 1 | 4  | 4  | 0  |
| Al-Wathba  | 2    | 2 | 0 | 2 | 0 | 0  | 0  | 0  |
| Al-Faisaly | 1    | 2 | 0 | 1 | 1 | 3  | 4  | -1 |

### Girone C
| Squadra    | P.ti | G | V | P | S | GF | GS | DG |
| ---------- | ---- | - | - | - | - | -- | -- | -- |
| Al-Qadsia  | 3    | 1 | 1 | 0 | 0 | 2  | 1  | +1 |
| Dhofar     | 3    | 1 | 1 | 0 | 0 | 1  | 0  | +1 |
| Al-Riffa   | 3    | 2 | 1 | 0 | 1 | 3  | 2  | +1 |
| Al-Jazeera | 0    | 2 | 0 | 0 | 2 | 0  | 3  | -3 |

### Girone D
| Squadra    | P.ti | G | V | P | S | GF | GS | DG |
| ---------- | ---- | - | - | - | - | -- | -- | -- |
| Istiklol   | 3    | 1 | 1 | 0 | 0 | 2  | 0  | +2 |
| Altyn Asyr | 0    | 0 | 0 | 0 | 0 | 0  | 0  | 0  |
| Dordoi     | 0    | 0 | 0 | 0 | 0 | 0  | 0  | 0  |
| Khujand    | 0    | 1 | 0 | 0 | 1 | 0  | 2  | -2 |

### Girone E
| Squadra           | P.ti | G | V | P | S | GF | GS | DG |
| ----------------- | ---- | - | - | - | - | -- | -- | -- |
| Bashundhara Kings | 3    | 1 | 1 | 0 | 0 | 5  | 1  | +4 |
| Maziya            | 1    | 1 | 0 | 1 | 0 | 2  | 2  | 0  |
| Chennai City      | 1    | 1 | 0 | 1 | 0 | 2  | 2  | 0  |
| TC Sports         | 0    | 1 | 0 | 0 | 1 | 1  | 5  | -4 |

### Girone F
| Squadra        | P.ti | G | V | P | S | GF | GS | DG |
| -------------- | ---- | - | - | - | - | -- | -- | -- |
| TP Hồ Chí Minh | 7    | 3 | 2 | 2 | 0 | 7  | 4  | +3 |
| Yangon United  | 7    | 3 | 2 | 1 | 0 | 6  | 4  | +2 |
| Hougang United | 3    | 3 | 1 | 0 | 2 | 5  | 5  | 0  |
| Lao Toyota     | 0    | 3 | 0 | 0 | 3 | 3  | 8  | -5 |

### Girone G
| Squadra         | P.ti | G | V | P | S | GF | GS | DG |
| --------------- | ---- | - | - | - | - | -- | -- | -- |
| Ceres–Negros    | 7    | 3 | 2 | 1 | 0 | 10 | 2  | +8 |
| Than Quảng Ninh | 4    | 3 | 1 | 1 | 1 | 7  | 7  | 0  |
| Svay Rieng      | 3    | 3 | 1 | 0 | 2 | 3  | 9  | -6 |
| Bali United     | 3    | 3 | 1 | 0 | 2 | 5  | 7  | -2 |

### Girone H
| Squadra         | P.ti | G | V | P | S | GF | GS | DG |
| --------------- | ---- | - | - | - | - | -- | -- | -- |
| Tampines Rovers | 7    | 3 | 2 | 1 | 0 | 4  | 2  | +2 |
| Kaya–Iloilo     | 5    | 3 | 1 | 2 | 0 | 3  | 1  | +2 |
| PSM Makassar    | 4    | 3 | 1 | 1 | 1 | 5  | 4  | +1 |
| Shan United     | 0    | 3 | 0 | 0 | 3 | 2  | 7  | -5 |

### Girone I
| Squadra      | P.ti | G | V | P | S | GF | GS | DG |
| ------------ | ---- | - | - | - | - | -- | -- | -- |
| Tai Po       | 0    | 0 | 0 | 0 | 0 | 0  | 0  | 0  |
| Chao Pak Kei | 0    | 0 | 0 | 0 | 0 | 0  | 0  | 0  |
| Tatung       | 0    | 0 | 0 | 0 | 0 | 0  | 0  | 0  |
| Squadra 4    | 0    | 0 | 0 | 0 | 0 | 0  | 0  | 0  |

### Raffronto tra le seconde classificate

#### Asia Occidentale
| Squadra  | Pt | G | V | N | P | GF | GS | DR | Gruppo |
| -------- | -- | - | - | - | - | -- | -- | -- | ------ |
| Manama   | 4  | 2 | 1 | 1 | 0 | 1  | 0  | +1 | A      |
| Dhofar   | 3  | 1 | 1 | 0 | 0 | 1  | 0  | +1 | C      |
| Al-Ansar | 3  | 2 | 1 | 0 | 1 | 4  | 4  | 0  | B      |

#### Asia Sud Orientale
| Squadra         | Pt | G | V | N | P | GF | GS | DR | Gruppo |
| --------------- | -- | - | - | - | - | -- | -- | -- | ------ |
| Yangon United   | 7  | 3 | 2 | 1 | 0 | 6  | 4  | +2 | F      |
| Kaya–Iloilo     | 5  | 3 | 1 | 2 | 0 | 3  | 1  | +2 | H      |
| Than Quảng Ninh | 4  | 3 | 1 | 1 | 1 | 7  | 7  | 0  | G      |

## Fase a eliminazione diretta

### Finale
| 7 novembre 2020, ore 20:00 UTC+5:30 Finale |  | – |  |  |

| - | - |

|                 |  |  |  |
|                 |  |  |  |
| A disposizione: |  |  |  |
| Allenatore      |  |  |  |
|                 |  |  |  |

|                 |  |  |  |
|                 |  |  |  |
| A disposizione: |  |  |  |
| Allenatore:     |  |  |  |
|                 |  |  |  |

## Statistiche

### Classifica marcatori
| Gol |  |  | Giocatore          | Squadra           |
| --- |  |  | ------------------ | ----------------- |
| 5   |  |  | Bienvenido Marañón | United City       |
| 4   |  |  | Hernán Barcos      | Bashundhara Kings |
| 4   |  |  | Stipe Plazibat     | Hougang Utd       |
| 3   |  |  | Amido Baldé        | Hồ Chí Minh       |
| 3   |  |  | Jeremie Lynch      | Quảng Ninh        |